# Herb Saary

Herb Saary

Herb Saary jest tarczą czterodzielną, przedstawiającą symbole czterech najważniejszych terytoriów, których części złożyły się na obszar tego kraju związkowego: hrabstwa Saarbrücken (srebrny lew), elektoratu Trewiru (czerwony krzyż), księstwa Lotaryngii (skos z 3 orłami) i hrabstwa Palatynatu - Zweibrücken (złoty lew). Obecny herb obowiązuje od 1957 r.

## Historia

Herb Terytorium Saary w latach 1920–1935
Herb Protektoratu Saary w latach 1948–1956

### 1919-1935
Herb Terytorium Saary 1920–1935
W regionie Saary, utworzonym na mocy traktatu wersalskiego, 28 lipca 1920 r. Komisja rządowa wprowadziła następujący herb:
- u góry po prawej: srebrne koło ze skrzyżowanymi młotkami na czarnym polu z herbu miasta St. Ingbert;
- u góry po lewej: czerwona róża w srebrnym polu z herbu miasta Saarbrücken;
- u dołu po prawej: wschodzące złote słońce nad niebieskimi chmurami na srebrnym polu z herbu miasta Saarlouis;
- u dołu po lewej: srebrny lew z czterema krzyżami na niebieskim polu to lew hrabiów Saarbrücken również obecny w herbie miasta Saarbrücken.

### 1948-1956
Herb Saary 1948–1956
W lutym 1948 r. Rząd Saary zorganizował konkurs na nowy herb. Wymagano, aby elementy zawarte w tarczy były gołębicą pokoju i / lub most. Miało to wykluczyć bezpośrednie odwołanie się do herbów feudalnej władzy z historycznego regionu Saary. Decyzję o konkursie podjęto w grudniu 1948 r.

Schemat kolorów można interpretować jako odniesienie do francuskiego trójkoloru lub kolorów ważnych historycznych terytoriów w regionie Saary, mianowicie biały i czerwony dla Trewiru i biały i niebieski dla Palatynatu Reńskiego. Sam krzyż miał symbolizować chrześcijański charakter życia społecznego po upadku systemu narodowosocjalistycznego, korona z mostu symbolizowała nieformalne zadanie Saary jako ogniwa łączącego sąsiednie państwa.